# Ладыжинские Хутора
Лады́жинские Хутора́ (укр. Лади́жинські Хутори́) — село на Украине, находится в Гайсинском районе Винницкой области.
Код КОАТУУ — 0520884003. Население по переписи 2001 года составляет 737 человек. Почтовый индекс — 23745. Телефонный код — 4334.
Занимает площадь 0,227 км².

## Адрес местного совета
23745, Винницкая область, Гайсинский р-н, с.Ладыжинские Хутора, ул.1 Мая, 20